# 波珀斯灣
66°30′S 128°30′E / 66.500°S 128.500°E
波珀斯灣（英語：Porpoise Bay）是南極洲的海灣，位於威爾克斯地，處於古迪納夫角和莫爾斯角之間，寬140公里，美國探險隊把該海灣命名，現時由南極條約體系管理。